# Jean-Louis Vieillard-Baron
Jean-Louis Vieillard-Baron (Paris, 1944) é um filósofo e professor emérito da Universidade de Poitiers especialista em filosofia da religião e conhecido por seu trabalho sobre o idealismo alemão (Novalis, Hölderlin, Hegel, Fichte). Ele é um dos responsáveis por renovações sobre Henri Bergson e pela divulgação do trabalho do filósofo francês Louis Lavelle.
Membro da Academia Católica na França , é também professor no Instituto Católico de Paris. Jean-Louis Vieillard-Baron foi convidado para lecionar nas universidades de Roma (La Sapienza), de Porto Alegre no Brasil, de Stuttgart e de Toamasina em Madagascar. Em 2006 ele recebeu o Prêmio Gegner da Académie des Sciences Morales et Politiques por seu livro Hegel, Système et structures théologiques.

## Obras
- Le Temps. Platon, Hegel, Martin Heidegger|Heidegger, Paris, Vrin, 1978.
- Platon et l'idéalisme allemand (1770-1830), Paris, Beauchesne, 1979.
- L'Illusion historique et l'espérance céleste, Paris, Berg International, 1981.
- Platonisme et interprétation de Platon à l'époque moderne, Paris, Vrin, 1988.
- Bergson, collection « Que sais-je ? », PUF, 1991. Rééd. 1993 et 2007.
- Qu'est-ce que l'éducation?, Paris, Vrin, 1994.
- Hegel et l'idéalisme allemand, Paris, Vrin, 1999.
- Bergson et le bergsonisme, Paris, A. Colin, 1999.
- La Philosophie française, Paris, A. Colin, 2000.
- Henri Bergson (Bergson et l'éducation), Athènes, Atrapos, « Keimena Paideias », 2001.
- Hegel, penseur du politique, Paris, éditions du Félin, 2006.
- Hegel, Système et structures théologiques, Paris, Les éditions du Cerf, 2006.
- Permanence et fécondité de l'idéalisme allemand, avec Charles Kounkou, Paris, L'Harmattan, 2007.
- Le Problème du temps, huit études, Paris, Vrin, 2008. (2e éd. augmentée)
- Et in Arcadia ego : Poussin ou l'immortalité du Beau, Paris, Éditions Hermann, 2010.
- La Religion et la cité, Paris, éditions du Félin, 2010.
- Le Secret de Bergson, Paris, éditions du Félin, 2013.
- L'idée de Dieu, l'idée de l'âme, « Les Dialogues des petits Platons », Les petits Platons, Paris, 2014.